# Sidi Yacoub
Sidi Yacoub (în arabă سيدي يعقوب) este o comună din provincia Sidi Bel Abbès, Algeria.
Populația comunei este de 4.485 de locuitori (2008).